# 弗朗日布什
弗朗日布什（法語：Flangebouche，法語發音：[flɑ̃ʒbuʃ]）是法国杜省的一个市镇，位于该省中部，属于蓬塔利耶区。

## 地理
弗朗日布什（47°8'24"N, 6°28'18"E）面积23.27 平方千米，位于法国勃艮第-弗朗什-孔泰大區杜省，该省份为法国东部内陆省份，北起上索恩省，西接汝拉省，东部及东南部与瑞士接壤，东北部与贝尔福地区省接壤。
与弗朗日布什接壤的市镇（或旧市镇、城区）包括：格朗方丹叙克勒斯、奥尔尚韦讷、洛赖、日耶、隆日迈松、阿武德雷。
弗朗日布什的时区为UTC+01:00、UTC+02:00（夏令时）。

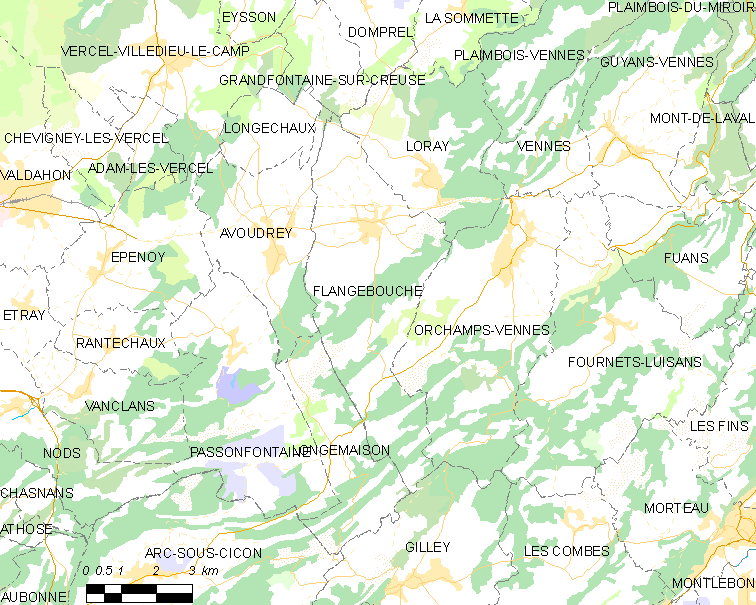
弗朗日布什的OSM定位图

## 行政
弗朗日布什的邮政编码为25390，INSEE市镇编码为25243。

## 政治
弗朗日布什所属的省级选区为瓦尔达翁县。

## 交通
杜省省道D232线和D461线在市中心附近交汇。另有省道D31线和D41线分别从境内南北两侧过境。

## 人口

1962-2008年间弗朗日布什人口变化图示

弗朗日布什于2022年1月1日时的人口数量为833人。